# Gorlago
Gorlago (Gorlàgh [ɡoɾˈlak] in dialetto bergamasco) è un comune italiano di 5 173 abitanti della provincia di Bergamo in Lombardia.
Situato sulla sponda orografica destra del fiume Cherio e posto all'imbocco della val Cavallina, dista circa 13 chilometri ad est dal capoluogo orobico.

## Storia
Il territorio di Gorlago è stato abitato già nell'età del neolitico e della tarda età del ferro come testimoniano oggetti recuperati durante le ricerche archeologiche. Sono, infatti, ritrovati frammenti sia in osso che in pietra di strumenti da caccia e resti di ceramiche. Sono state recuperati anche reperti del periodo dell'impero romano come monete, brocche e cisterne.
Il libero Comune nacque intorno al 1000-1100, quando i rappresentanti imperiali e feudali vennero allontanati istituendo un organo decisionale autonomo inizialmente ancora legato alla nobiltà. Infatti i consoli che reggevano il comune erano di estrazione nobile. A Gorlago venne deposto nel 1098 il vescovo-conte di Bergamo; nel vuoto di potere la città istituì il comune: 1106/8. Fra i primi consoli di Bergamo ci furono vari cittadini di Gorlago.
Gorlago subì la vendetta del Barbarossa che nel 1166 circa scese a rimettere ordine tra le città della lega lombarda; nonostante la vittoria contro l'esercito imperiale, Gorlago fu costretta a subire a differenza di Bergamo i vincoli feudali imposti dai cittadini che avevano guidato il comune alla sua nascita. Questa prima comparsa del comune a Gorlago fu solamente un'illusione.
Ma fu il Medioevo il periodo che vide il paese al centro di numerosi avvenimenti sociali e politici. A causa della sua posizione, posta proprio all'imbocco della val Cavallina, sulla strada proveniente dalla Valcalepio, il borgo, di fazione ghibellina e di conseguenza posto sotto il controllo della famiglia Suardi, fu oggetto di ripetuti attacchi da parte della fazione guelfa, che aspirava ad assumerne il controllo, prima nel 1393, poi nel 1398, quando venne incendiato l'intero nucleo abitativo.
Si verificarono altri attacchi, tra cui quello di Pandolfo Malatesta, nel corso del XV secolo.
A tal riguardo vennero costruite numerose fortificazioni, tra cui un castello, a protezione della zona e dei suoi abitanti.
La pace e la tranquillità ritornarono soltanto con l'avvento della Repubblica di Venezia e la conseguente fine della dispute tra fazioni.
Soltanto all'inizio del XIX secolo il paese ebbe nuovamente grossi problemi, questa volta dovuti ad una carestia che decimò la popolazione in modo consistente. Non si hanno dati precisi su quando si costituì il comune di Gorlago, i saccheggi e gli incendi al palazzo comunale non lasciarono documenti storici antecedenti al 1872.

### Simboli
Lo stemma di Gorlago è stato concesso, assieme al gonfalone, con decreto del presidente della Repubblica dell'8 settembre 1949 e rappresenta una rievocazione delle origini romane del paese e delle lotte tra Guelfi e Ghibellini che ci furono in passato in questo paese.
Il braccio con armatura e spada rappresenta le guerre che si sono svolte nel paese, la strada lastricata rappresenta le origini romane di Gorlago. La torre è volutamente disegnata  priva merli e semidiroccata per evidenziare l'alternarsi delle fazioni nelle battaglie per il possesso del luogo. Il rialzo del terreno sottolinea la posizione collinare del paese.
Il gonfalone è un drappo di azzurro.

## Monumenti e luoghi d'interesse
L'intero borgo storico del paese di Gorlago costituisce motivo di attrazione, grazie alla sua struttura, tipicamente medievale, con strade strette e costruzioni in pietra.
Sono inoltre presenti numerose ville, che testimoniano l'importanza del paese: Villa Gozzini, dotata di importanti dipinti e affreschi, e Villa Sotto Pintor, entrambe risalenti al XVI secolo (quest'ultima in particolare sembra abbia lasciato qualche traccia addirittura nel 1300).
Meritano menzione anche Villa Bolis, di proprietà del tenore Luigi Bolis, e Villa della Torre. Quest'ultima veniva chiamata "l'inferno" perché all'interno possedeva un dipinto a fresco di Giovan Battista Moroni raffigurante il Giudizio Universale. L'autore morì prima di terminarlo, e fu poi compiuto dai suoi figli. L'opera è esposta a destra nell'abside della chiesa parrocchiale che conserva altre opere del Moroni.
Un altro importante edificio è la Casa Quadra, situata ai margini del centro abitato, originariamente adornata di affreschi di pregio poi strappati e collocati nei locali della Prefettura di Bergamo.
Un accenno merita anche la parrocchiale dedicata a San Pancrazio, edificata nel XIV secolo e ristrutturata nel corso del XVIII secolo, che possiede opere pittoriche di discreta importanza.
Il cristianesimo arrivò a Gorlago nel quarto secolo dopo Cristo, la prima chiesa che sorse vicino a Gorlago fu Telgate e così il paese incominciò a diventare non più dipendente da Bergamo ma dalla parrocchia appena nata mentre per le messe domenicali era stata costruita la chiesetta di San Felice. Probabilmente Gorlago divenne parrocchia nel 1180 eliminando così il disagio dei gorlaghesi di doversi recare fino a Telgate. Si può quasi certamente affermare che la chiesa di San Felice fu dichiarata la prima chiesa parrocchiale e rimase tale fino a quando per l'ingrandimento del paese venne costruita una nuova chiesa nel 1316. La nuova chiesa di San Pancrazio dedicata al santo a cui erano già intitolate le vicine fonti termali di San Pancrazio a Trescore. La chiesa di San Pancrazio venne semidistrutta e ricostruita nel 1500, subì poi un ulteriore intervento nel 1700 che portò alla nuova chiesa di San Pancrazio. La chiesa più antica di Gorlago è quella di sant'Andrea Apostolo citata già dal XI secolo.

## Società

### Evoluzione demografica
Abitanti censiti

### Etnie e minoranze straniere
Secondo i dati ISTAT al 1 gennaio 2022 la popolazione straniera residente era di 703 persone. Le nazionalità maggiormente rappresentate erano:
- India 241
- Marocco 121
- Romania 83
- Senegal 65
- Albania 43

## Cultura

### Ricorrenze e manifestazioni
Pur essendo san Pancrazio martire il patrono del paese (12 maggio), da sempre la comunità di Gorlago celebra con maggior partecipazione sant'Andrea apostolo (30 novembre), nella cui ricorrenza — oltre alle celebrazioni religiose presso la piccola chiesa quattrocentesca a lui cointestata, e situata nel borgo antico del paese, denominato Castello — si svolge la fiera di sant'Andrea, un susseguirsi di bancarelle per le vie del centro, culminanti nel luna park allestito in piazzale Roma e nel ristoro alpino allestito presso l'ex colonia elioterapica. Da diverso tempo, inoltre, all'aspetto più popolare se ne unisce un altro più culturale, che prevede mostre e incontri presso la sala espositiva del palazzo comunale e presso il centro culturale di piazza Marconi. Questa maggior devozione dei Gorlaghesi nei confronti di sant'Andrea va ricercata nelle origini rurali del paese: prima del boom economico degli anni Sessanta, infatti, Gorlago era un paese a vocazione agricola, e nell'agricoltura trovavano impiego molte persone. Con la stagione agricola in pieno divenire, quindi, risultava complicato staccarsi dalle quotidiane attività nei campi per celebrare la festività del santo patrono al 12 di maggio. A fine novembre, invece, a stagione conclusa, c'era maggiore disponibilità di tempo, e sant'Andrea era anche l'occasione per acquistare capi di abbigliamento per l'inverno ormai alle porte.
Il 26 luglio la comunità di Gorlago festeggia sant'Anna, con celebrazioni religiose ed una processione serale per le vie del paese con la statua della santa, che si conclude con il bacio alla reliquia all'interno della chiesetta cointitolata a sant'Anna e a sant'Andrea, in contrada Castello. Il sabato antecedente la festività di sant'Anna, nello spiazzo antistante la chiesa, i residenti della contrada Castello organizzato la cena del castellano, un appuntamento conviviale semplice per riunire i residenti di oggi e di ieri di questo antico borgo del paese, un tempo molto più popolato di quanto non lo sia ora.
Dal 1991 a Gorlago si tiene il Concorso nazionale di calcografia "Premio Comune di Gorlago", organizzato da Comune di Gorlago in collaborazione con l'associazione Gadag (Gruppo Amatori d'Arte Gorlago), e aperto agli studenti delle accademie e degli istituti d'arte di tutta Italia. Trattandosi di una tecnica antica sempre meno diffusa, il concorso ha da sempre registrato notevole partecipazione. Negli anni sono "passati" da Gorlago studenti, italiani e non, che si sono poi affermati come artisti a livello internazionale. Dopo il termine per la consegna degli elaborati, si riunisce la giuria per la scelta del vincitore del Premio "Comune di Gorlago" e dei premi minori. Le opere vengono quindi esposte nella sala esposizioni del palazzo comunale, e sono visitabili gratuitamente per un periodo di circa due settimane, fra la fine di maggio e l'inizio di giugno.
L'ultimo fine settimana di agosto si svolgeva a Gorlago, fino al 2016, la Sagra del Porco, manifestazione enogastronomica che richiamava tutte le sere centinaia di persone, provenienti anche da fuori regione. Attrazione principale, la porchetta allo spiedo, unitamente ad altre specialità di carne suina, fra cui la ricca grigliata imperiale. Ma la sagra si caratterizzava anche per un'ampia offerta di specialità e di prodotti tipici bergamaschi di assoluta qualità a prezzi popolari. La Sagra del Porco si svolgeva presso l'ex colonia elioterapica fin dalla prima edizione del 2010, organizzata da Africall Onlus, associazione di beneficenza che destinava l'intero ricavato al finanziamento di progetti di sviluppo in Malawi.

## Infrastrutture e trasporti
Fra il 1901 e il 1921 la località ospitò una fermata lungo la tranvia Bergamo-Trescore-Sarnico.

## Amministrazione
| Elezione | Fine carica | Sindaco              | Lista                    | Voti | %     | Seggi | Note                                                                     | Avversario                                                       | Lista avversario                                                     | Voti         | %                    | Seggi | Non Votanti |  |
| -------- | ----------- | -------------------- | ------------------------ | ---- | ----- | ----- | ------------------------------------------------------------------------ | ---------------------------------------------------------------- | -------------------------------------------------------------------- | ------------ | -------------------- | ----- | ----------- |  |
| 23/04/95 | 13/06/99    | Piensi Maria Grazia  | Lista Alternativa        | 719  | 25,98 | 11    |                                                                          | Locatelli RobertoTerzi GianfrancoLocatelli AurelioBrignoli Luigi | Popolari per GorlagoForza Gorlago LiberaLega NordGorlago Democratica | 651632454311 | 23,5322,8416,4111,24 | 210   | 401         |  |
| 13/06/99 | 12/06/04    | Piensi Maria Grazia  | Lista Alternativa        | 1319 | 48,24 | 11    |                                                                          | Leidi AlbertoLocatelli Stefano                                   | Popolari per GorlagoLega Nord                                        | 922493       | 33,7218,03           | 32    | 621         |  |
| 12/06/04 | 8/06/09     | Pedrini Luigi        | Gorlago più              | 1725 | 60,04 | 11    | Nato a Gorlago (BG) il 17/01/45istruzione:superioreprofessione:impiegato | Vismara Maria CristinaBelotti GuidoManenti Flavio                | Lega NordLista AlternativaImpegno per Gorlago                        | 483338327    | 16,8111,7611,38      | 21    | 766         |  |
| 8/06/09  | 26/05/14    | Pedrini Luigi        | Gorlago più              | 1750 | 62,19 | 11    | Nato a Gorlago (BG) il 17/01/45istruzione:superioreprofessione:impiegato | Vismara Maria Cristina                                           | Lega Nord                                                            | 1064         | 37,81                | 5     | 747         |  |
| 26/05/14 | 27/05/19    | Marcassoli Gianluigi | Gorlago più              | 1493 | 56,66 | 8     | Nato a Bergamo il 17/10/46istruzione:superioreprofessione:pensionato     | Salvi Luca Luigi                                                 | Idee in movimento                                                    | 1142         | 43,33                | 4     | 973         |  |
| 27/05/19 | 10/06/24    | Grena Maria Elena    | Uniti per Gorlago - Lega | 1648 | 60,79 | 8     | istruzione:Laurea economia e commercioprofessione:commerciante           | Illipronti Marco                                                 | Futuro per Gorlago                                                   | 1063         | 39,21                | 4     | 1094        |  |
| 10/06/24 | in carica   | Grena Maria Elena    | Uniti per Gorlago - Lega | 1666 | 70,41 | 8     | istruzione:Laurea economia e commercioprofessione:commerciante           | Ferretti Laura                                                   | Civica 24                                                            | 700          | 29,59                | 4     | 1513        |  |